# Julius Bomholt
Laurits Julius Bomholt (født 11. juni 1896 i Alderslyst, Silkeborg, død 2. januar 1969 i Esbjerg) var en dansk politiker for Socialdemokratiet. Han var medlem af Folketinget fra 1929 til 1968 og var undervisningsminister i 1950 og 1953 til 1957, socialminister 1957 til 1961 og landets første minister for kulturelle anliggender 1961 til 1964 i Regeringen Viggo Kampmann II. Julius Bomholt var idémanden bag Statens Kunstfond.
Blandt Julius Bomholts mange politiske hverv var også formandsposten for Folketinget 1945-1950 og 1964-1968.
I 1966 8. juni blev han tildelt og modtog  medaljen Ingenio et arti. 
Den 25. august 2017 blev Bomholt foreviget med indvielsen af en plads i det centrale Esbjerg, "Bomholts Plads", og en buste af ham, der tidligere havde stået mere diskret i byen, blev genplaceret her.

## Notater
1. ↑  "Afdød kulturminister har fundet hjem". 2017-08-25. Hentet 2018-07-12.
2. ↑  "Esbjerg opkalder plads efter afdød kulturminister". 2017-06-17. Hentet 2018-07-12.
3. ↑  Julius Bomholt, wikisilkeborg.dk (Webside ikke længere tilgængelig)